# Emma Twigg
Emma Twigg, född 1 mars 1987, är en nyzeeländsk roddare.

## Karriär
Twigg tävlade för Nya Zeeland vid olympiska sommarspelen 2008 i Peking, där hon slutade på 9:e plats i singelsculler. Vid olympiska sommarspelen 2012 i London slutade Twigg på 4:e plats i singelsculler.
Vid olympiska sommarspelen 2016 i Rio de Janeiro slutade Twigg återigen på 4:e plats i singelsculler. Vid olympiska sommarspelen 2020 i Tokyo tog Twigg guld i singelsculler.
I september 2022 vid VM i Račice tog Twigg silver i singelsculler efter att endast besegrats av nederländska Karolien Florijn. I september 2023 tog hon återigen silver efter att slutat efter Karolien Florijn i singelsculler vid VM i Belgrad.